# Henry Kuttner
Henry Kuttner (Los Ángeles, California; 7 de abril de 1915 - 4 de febrero de 1958) fue un novelista y cuentista de terror y ciencia ficción estadounidense.

## Biografía
De joven, trabajó para una agencia literaria hasta que vendió su primer cuento, el terrorífico "The Graveyard Rats" ("Las ratas del cementerio"), a la revista pulp Weird Tales, en 1936. Este relato fue recogido en la célebre antología en castellano, publicada por Alianza Editorial, Los Mitos de Cthulhu (1969).
Kuttner fue reconocido por la fuerza de su prosa y la intensidad de sus historias. Trabajó en estrecha colaboración con su mujer, la escritora C. L. Moore. Ambos entraron en contacto con el Círculo de Lovecraft, un grupo de escritores y admiradores que mantenían correspondencia con el escritor de Providence. Su trabajo en colaboración abarcó los años 40 y 50, y la mayoría fue publicado con pseudónimos como 'Lewis Padgett' y 'Laurence O'Donnell'. Los dos reconocían que el motivo de trabajar juntos era que él lo hacía más rápido que ella, se ha dicho que ella fue autora de tres cuentos atribuidos a su marido. 
El escritor y estudioso L. Sprague de Camp, que conoció bien al matrimonio, ha afirmado que su colaboración era tan estrecha que, después de terminar una historia, era imposible determinar qué trozo había escrito cada cual. Uno y otro retomaban cada vez la historia en la máquina de escribir por la mitad, allí donde la había dejado el cónyuge, y así una y otra vez, hasta terminar la historia.
Richard Matheson, gran amigo de Kuttner, le dedicó en 1954 su exitosa novela de ciencia ficción terrorífica Soy leyenda, con su agradecimiento por su ayuda y aliento.
Henry Kuttner dedicó sus últimos años de vida a completar su tesis doctoral, muriendo de un ataque al corazón en 1958.

«Eran grandes, aun tratándose de la especie mus decumanus, cuyos ejemplares miden a veces más de treinta y cinco centímetros de largo, sin contar la cola pelada y gris. Masson las había visto hasta del tamaño de un gato; y cuando los sepultureros descubrían alguna madriguera, comprobaban con asombro que por aquellas malolientes galerías cabía sobradamente el cuerpo de una persona. Al parecer, los barcos que antaño atracaban en los ruinosos muelles de Salem debieron transportar cargamentos muy extraños.»
Fragmento de "Las ratas del cementerio" (1936), trad. Francisco Torres Oliver

### Relatos
Serie Tony Quade
1. "Hollywood on the Moon" (1938)
2. "Doom World" (1938)
3. "The Star Parade" (1938)
4. "Trouble on Titan" (1941)

Serie Elak of Atlantis
1. "Thunder in the Dawn" (1938)
2. "Spawn of Dagon" (1938)
3. "Beyond the Phoenix" (1939)
4. "Dragón lunar" ("Dragon Moon") (1940). Novela corta.

Serie The Hogben Chronicles
(con C.L. Moore)
1. "The Old Army Game" (1941)
2. "El profesor sale de escena", AKA "Sale el profesor", AKA "Adiós, profesor" ("Exit the Professor") (1947)
3. "Pile of Trouble" (1948). Solo de Kuttner.
4. "Nos vemos luego" ("See You Later") (1949)
5. "Guerra fría" ("Cold War") (1949)

Serie Thunder Jim Wade
(bajo el pseudónimo de Charles Stoddard)
1. "Thunder Jim Wade" (1941)
2. "The Hills of Gold" (1941)
3. "The Poison People" (1941)
4. "The Devil's Glacier" (1941)
5. "Waters of Death" (1941)

Serie Baldy
(con C.L. Moore)
1. "El hijo del flautista", AKA "El hijo del gaitero" ("The Piper's Son") (1945)
2. "Tres ratones ciegos" ("Three Blind Mice") (1945)
3. "El león y el unicornio" ("The Lion And The Unicorn") (1945)
4. "Mendigos de terciopelo", AKA "Mendigos en terciopelo" ("Beggars in Velvet") (1945)
5. "Humpty Dumpty" (1953)

Relatos no publicados en colecciones
- "We Are the Dead" (1937)
- "El beso siniestro" ("The Black Kiss") (1937, con Robert Bloch)
- "The Case of Herbert Thorp" (1937)
- "La persecución" ("The Hunt") (1939)
- "Roman Holiday" (1939, con Arthur K. Barnes)
- "The Transgressor" (1939)
- "Hydra" (1939)
- "Los ojos amarillos", AKA "Los ojos ambarinos" ("The Watcher at the Door") (1939)
- "The Body and the Brain" (1939, con Robert Bloch). Bajo el pseudónimo de Keith Hammond.
- "Telepathy Is News" (1939). Bajo el pseudónimo de Paul Edmonds.
- "The Curse of the Crocodile" (1939, con Bertram W. Williams)
- "The Energy Eaters" (1939, con Arthur K. Barnes)
- "Towers of Death" (1939)
- "The Grip of Death" (1939, con Robert Bloch)
- "World's Pharaoh" (1939). Bajo el pseudónimo de Kelvin Kent.
- "Suicide Squad" (1939)
- "When New York Vanished" (1940)
- "Science Is Golden" (1940, con Arthur K. Barnes). Bajo el pseudónimo de Kelvin Kent.
- "The Seven Sleepers" (1940, con Arthur K. Barnes)
- "50 Miles Down" (1940). Bajo el pseudónimo de Peter Horn.
- "The Shining Man" (1940). Bajo el pseudónimo de Noel Gardner.
- "Pegasus" (1940)
- "Room of Souls" (1940). Bajo el pseudónimo de Keith Hammond.
- "Time to Kill" (1940)
- "Improbability" (1940). Bajo el pseudónimo de Paul Edmonds.
- "The Mad Virus" (1940). Bajo el pseudónimo de Paul Edmonds.
- "No Man's World" (1940)
- "The Comedy of Eras" (1940)
- "Man About Time" (1940). Bajo el pseudónimo de Kelvin Kent.
- "Evil Galatea" (1940). Bajo el pseudónimo de Paul Edmonds.
- "Reverse Atom" (1940)
- "Threshold" (1940)
- "Beauty and the Beast" (1940)
- "Doctor Cíclope" ("Dr. Cyclops") (1940)
- "Remember Tomorrow" (1941)
- "Hercules Muscles In" (1941). Bajo el pseudónimo de Kelvin Kent.
- "The Land of Time to Come" (1941)
- "The Touching-Point" (1941). Bajo el pseudónimo de Edward J. Bellin.
- "Tube to Nowhere" (1941)
- "The Tree of Life" (1941). Bajo el pseudónimo de Paul Edmonds.
- "Chameleon Man" (1941)
- "Design for Dreaming" (1942)
- "Silent Eden" (1942)
- "Later Than You Think" (1942)
- "The Infinite Moment" (1942)
- "Dames Is Poison" (1942). Bajo el pseudónimo de Kelvin Kent.
- "False Dawn" (1942)
- "Too Many Cooks" (1942)
- "Night of Gods" (1942). Bajo el pseudónimo de Paul Edmonds.
- "Piggy Bank" (1942, con C.L. Moore). Bajo el pseudónimo de Lewis Padgett.
- "Wet Magic" (1943)
- Serie Probability Zero:

1. "Blue Ice" (1943)
2. "Corpus Delicti" (1943)

- "No Greater Love" (1943)
- "Volluswen" (1943)
- "Better Than One" (1943)
- "Problem in Ethics" (1943)
- "Music Hath Charms" (1943)
- "To Dust Returneth" (1944)
- "Trophy" (1944). Bajo el pseudónimo de Scott Morgan.
- "A God Named Kroo" (1944)
- "The Black Sun Rises" (1944)
- "Swing Your Lady" (1944). Bajo el pseudónimo de Kelvin Kent.
- "Percy the Pirate" (1945)
- "Sword of Tomorrow" (1945)
- "I Am Eden" (1946)
- "Nosotros matamos gente" ("We Kill People") (1946, con C.L. Moore). Bajo el pseudónimo de Lewis Padgett.
- "Tiempo suficiente" ("Time Enough") (1946, con C.L. Moore). Bajo el pseudónimo de Lewis Padgett.
- "Pacientes atómicos" ("Atomic") (1947)
- "Margen de error" ("Margin for Error") (1947, con C.L. Moore). Bajo el pseudónimo de Lewis Padgett.
- "Proyecto" ("Project") (1947, con C.L. Moore). Bajo el pseudónimo de Lewis Padgett.
- "Way of the Gods" (1947)
- "Lands of the Earthquake" (1947)
- "Dark Dawn" (1947). Bajo el pseudónimo de Keith Hammond.
- "Noon" (1947, con C.L. Moore). Bajo el pseudónimo de Hudson Hastings.
- "Lord of the Storm" (1947). Bajo el pseudónimo de Keith Hammond.
- "The Power and the Glory" (1947)
- "El prisionero en la calavera" ("The Prisoner in the Skull") (1949, con C.L. Moore). Bajo el pseudónimo de Lewis Padgett.
- "Llévame a casa" ("Carry Me Home") (1950, con C.L. Moore). Bajo el pseudónimo de C. H. Liddell.
- "As You Were" (1950)
- "Debemos regresar" ("We Shall Come Back") (1951, con C.L. Moore)
- "La odisea de Yiggar Throlg" ("The Odyssey of Yiggar Throlg") (1951, con C.L. Moore). Bajo el pseudónimo de C. H. Liddell.
- "Manzana dorada" ("Golden Apple") (1951, con C.L. Moore). Bajo el pseudónimo de C. H. Liddell.
- "Where the World Is Quiet" (1954). Bajo el pseudónimo de C. H. Liddell.
- "The Grab Bag" (1991, con Robert Bloch). Publicado póstumamente.

Algunos relatos publicados en colecciones
- "Las ratas del cementerio" ("The Graveyard Rats") (1936)
- "The Secret of Kralitz" (1936)
- "Yo, el vampiro" ("I, The Vampire") (1937)
- "The Eater of Souls" (1937)
- "The Salem Horror" (1937)
- "The Invaders" (1939)
- "Bells of Horror" (1939) Bajo el pseudónimo de Keith Hammond.
- "The Twonky" (1942). Bajo el pseudónimo de Lewis Padgett. Adaptado al cine en 1953
- "Masquerade" (1942)
- "Mimsy Were the Borogoves" (1943)
- "Clash by Night" (1943, con C.L. Moore)
- "The Proud Robot" (1943). Bajo el pseudónimo de Lewis Padgett.
- "The Time Locker" (1943). Bajo el pseudónimo de Lewis Padgett.
- "Gallegher Plus" (1943). Bajo el pseudónimo de Lewis Padgett.
- "Nothing but Gingerbread Left" (1943)
- "The World is Mine" (1943). Bajo el pseudónimo de Lewis Padgett.
- "The Eyes of Thar" (1944)
- "What You Need" (1945). Bajo el pseudónimo de Lewis Padgett.
- "The Cure" (1946)
- "The Dark Angel", AKA "Dark Angel" (1946, con C.L. Moore). Bajo el pseudónimo de Lewis Padgett.
- "Call Him Demon" (1946)
- "Vintage Season" (1946, con C.L. Moore)
- "Ex Machina" (1948). Bajo el pseudónimo de Lewis Padgett.
- "Happy Ending" (1949)
- "Satan Sends Flowers" (1953)
- "Or Else" (1953)

### Colecciones de relatos
- A Gnome There Was (1950, con C.L. Moore). Compuesta por 4 novelas cortas y 7 relatos.
- Tomorrow and Tomorrow and the Fairy Chessmen (1951, con C.L. Moore). Compuesta por 4 novelas.
- Los robots no tienen cola (Robots Have No Tails, AKA The Proud Robot) (1952, con C.L. Moore). Bajo el pseudónimo de Lewis Padgett. Compuesta por 2 novelas cortas y 3 relatos.
- Mutante (Mutant) (1953, con C.L. Moore). Bajo el pseudónimo de Lewis Padgett. Compuesta por 5 relatos.
- Ahead of Time (1953, con C.L. Moore). Compuesta por 2 novelas cortas y 8 relatos.
- Line to Tomorrow and Other Stories of Fantasy and Science Fiction (1954, con C.L. Moore). Bajo el pseudónimo de Lewis Padgett. Compuesta por 5 novelas cortas y 2 relatos.
- No Boundaries (1955, con C.L. Moore). Compuesta por 4 novelas cortas y 1 relato.
- Bypass to Otherness (1961, con C.L. Moore). Compuesta por 2 novelas cortas y 6 relatos.
- Return to Otherness (1962, con C.L. Moore). Compuesta por 2 novelas cortas y 6 relatos.
- Detour to Otherness (1962, con C.L. Moore). Compuesta por 8 relatos.
- The Best of Kuttner. Dividida en dos volúmenes:

1. The Best of Kuttner 1 (1965, con C.L. Moore). Compuesta por 7 novelas cortas y 10 relatos.
2. The Best of Kuttner 2 (1966, con C.L. Moore). Compuesta por 7 novelas cortas y 7 relatos.

- Lo mejor de Kuttner (The Best of Henry Kuttner, AKA The Last Mimzy) (1975, con C.L. Moore). Compuesta por 7 novelas cortas y 10 relatos.
- Clash by Night and Other Stories (1980, con C.L. Moore). Compuesta por 3 novelas cortas y 2 relatos.
- Chessboard Planet and Other Stories (1983, con C.L. Moore). Compuesta por 1 novela, 2 novelas cortas y 1 relato.
- Elak of Atlantis (1985). Compuesta por los 4 relatos de la serie Elak of Atlantis.
- Príncipe Raynor (Prince Raynor) (1987). Compuesta por los 2 relatos de la serie Príncipe Raynor.
- The Startling Worlds of Henry Kuttner (1987, con C.L. Moore). Compuesta por 3 novelas.
- Kuttner Times Three (1988, con C.L. Moore). Compuesta por 3 relatos.
- Secret of the Earth Star and Others (1991). Compuesta por 4 novelas cortas y 4 relatos.
- The Book of Iod: Ten Tales of the Mythos (1995, con Robert Bloch, Robert M. Price y Lin Carter). Compuesta por 10 relatos.
- Two-Handed Engine: The Selected Short Fiction of Henry Kuttner & C.L. Moore (2005, con C.L. Moore). Compuesta por 4 historias solo de Moore, 15 novelas cortas y 18 relatos.
- Thunder Jim Wade: The Complete Series (2008). Bajo el pseudónimo de Charles Stoddard. Compuesta por los 5 relatos de la serie Thunder Jim Wade.
- Terror in the House: The Early Kuttner, Volume One (2010). Compuesta por 40 relatos.
- Thunder in the Void (2011). Compuesta por 1 novela corta y 15 relatos.
- The Michael Gray Murders (2012). Compuesta por las 4 novelas de la serie The Michael Gray Murders.
- The Hogben Chronicles (2013, con C.L. Moore). Compuesta por los 5 relatos de la serie Hogben. —Kickstarter Project impulsado póstumamente por Neil Gaiman, F. Paul Wilson, Pierce Waters, Thomas L. Monteleone, y con la asistencia especial de Alan Moore.
- Hollywood on the Moon / Man About Time: The Pete Manx Adventures (2014, con Arthur K. Barnes). Compuesta por 18 relatos.

### Novelas
Serie The Michael Gray Murders
1. The Murder of Eleanor Pope (1956)
2. The Murder of Ann Avery (1956)
3. Murder of a Mistress (1957)
4. Murder of a Wife (1958)

Novelas independientes
- Un millón de años por conquistar, AKA La criatura de allende el infinito (A Million Years to Conquer, AKA The Creature from Beyond Infinity) (1940) (en La criatura de allende el infinito y los relatos lovecraftianos (La biblioteca del laberinto, 2012)
- La última ciudadela de la Tierra (Earth's Last Citadel (1943, con C. L. Moore, publicada como novela en 1964)
- Las piezas de las hadas, AKA Planeta tablero, AKA La realidad distante (The Fairy Chessmen, AKA Chessboard Planet, AKA The Far Reality (1946, con C.L. Moore). Bajo el pseudónimo de Lewis Padgett.
- Valley of the Flame (1946, publicada como novela en 1964)
- El mundo sombrío (The Dark World) (1946, con C.L. Moore, publicada como novela en 1965)
- The Brass Ring, AKA Murder in Brass (1946, con C.L. Moore)
- Mañana y pasado (Tomorrow and Tomorrow (1947, con C.L. Moore). Bajo el pseudónimo de Lewis Padgett.
- Furia, AKA Destino: el infinito (Fury, AKA Destination: Infinity (1947, con C.L. Moore, publicada como novela en 1950)
- The Day He Died (1947, con C.L. Moore)
- The Mask of Circe (1948, con C.L. Moore, publicada como novela en 1971)
- The Time Axis (1949, publicada como novela en 1965)
- El portal en la pintura, AKA Más allá de las puertas de la Tierra (The Portal in the Picture, AKA Beyond Earth's Gates (1949, con C.L. Moore)
- The Well of the Worlds (1952, publicada como novela en 1953)
- Man Drowning (1952)

### Poemas
- The Sunken Towers (1936)
- H.P.L. (1937)